# Erik Oña
Erik Oña (Córdoba, Argentina; 20 de noviembre de 1961-Basilea, Suiza; 14 de septiembre de 2019) fue un compositor y director argentino.
Hasta los 16 años vivió en la ciudad de Córdoba,Argentina, donde comenzó sus estudios de música. Posteriormente junto con su familia se mudó a San Pablo, Brasil, graduándose luego en composición y dirección orquestal en la Universidad de La Plata y en 1994 en composición en la Universidad de Buffalo, donde enseñó, así como en la Facultad de Música Kunitachi de Tokio, en Birmingham y Basilea desde 2001.
Entre sus composiciones Andere Stimmmen, para piano a seis manos; Tigre y Patriarca; Cinco lieder para mezzo y violonchelo (sobre textos de Emily Dickinson y Victor Hugo), Jodeln y Alles Nahe werde fern, para orquesta de cámara. 
En Argentina se destacó dirigiendo en el Teatro San Martín, Teatro Argentino de La Plata y en el Teatro Colón, en La ciudad ausente de Gerardo Gandini y libreto de Ricardo Piglia.
Casado con la pianista argentina Helena Bugallo, tuvo dos hijos, Emma y Oliver.
Falleció de cáncer a los 57 años de edad.

## Discografía
- Andere Stimmen / Tiger und Patriarch / Fünf Lieder / Alles Nahe werde fern / Jodeln / Euler Sonaten, Erik Oñas
- Resonanzen / weights and measures / Schwellen / Ein Ort für Zufälle, Erik Oña - Karin Haußmann
- Massenbewegung, Carsten Hennig
- Und. Ging. Außen. Vorüber. Erik Oña - Thomas Stiegler